# Jewgienij Znosko-Borowski
Jewgienij Aleksandrowicz Znosko-Borowski lub Eugène Znosko-Borovsky, ros. Евгений Александрович Зноско-Боровский (ur. 28 sierpnia 1884 w Pawłowsku, zm. 30 grudnia 1954 w Paryżu) – francuski szachista pochodzenia rosyjskiego, autor książek o tematyce szachowej, krytyk muzyczny, teatralny i literacki.

## Życiorys
Pierwsze szachowe sukcesy odniósł na początku XX wieku na Turniejach Wszechrosyjskich: dz. VI-VII m. w Kijowie (1903, wspólnie z Mojżeszem Łowckim), IV m. w Sankt Petersburgu (1905/06) oraz dz. III-IV m. w Łodzi (1907, wspólnie z Henrykiem Salwe). W 1906 r. zadebiutował w Ostendzie na arenie międzynarodowej, zdobywając nagrodę za najpiękniejszą partię (przeciwko Amosowi Burnowi). W tym samym roku w silnie obsadzonym turnieju w Norymberdze podzielił IX-XI m. (wspólnie z Siegbertem Tarraschem i Milanem Vidmarem), otrzymując tytuł mistrza. W 1907 r. w kolejnym silnie i licznie obsadzonym (29 uczestników) turnieju w Ostendzie podzielił XII-XIV m. (wspólnie z Erichem Cohnem i Rudolfem Spielmannem), pokonując m.in. jednego ze zwycięzców, Akibę Rubinsteina.
Poza grą turniejową, zajmował się również organizacją życia szachowego na terenie Sankt Petersburga i Rosji, redagował również szachowe rubryki w kilku czasopismach. Po Rewolucji październikowej wyemigrował do Francji, przyjmując obywatelstwo tego kraju. W okresie międzywojennym uczestniczył w wielu turniejach, znaczące wyniki osiągając m.in. w Weston (1924, III m. za Maxem Euwe i George'em Alanem Thomasem), Paryżu (1930, I m.) oraz NIcei (1930, III m. za Saviellym Tartakowerem i George'em Alanem Thomasem). Po zakończeniu II wojny światowej w szachowych turniejach występował już bardzo rzadko, nie odnosząc sukcesów (m.in. Zaanstreek 1946 – ostatnie XII m. oraz Lucerna 1949 – przedostatnie VII m.).
Pomimo braku spektakularnych międzynarodowych sukcesów, uznawany był za silnego szachistę, zdolnego do pokonania najlepszych na świecie (na swoim koncie posiadał zwycięstwa nad m.in. José Raúlem Capablanką, Maxem Euwe, Dawidem Janowskim, Akibą Rubinsteinem i Siegbertem Tarraschem). Często uczestniczył w seansach symultanicznych, osiągając bardzo dobre wyniki. Według retrospektywnego systemu rankingowemu Chessmetrics, najwyższą punktację osiągnął w grudniu 1914 r., z wynikiem 2613 punktów notowany był wówczas na 18. miejscu na świecie. Był jednym z ostatnich żyjących szachistów o liczbie Morphy’ego równej 2.
Największe uznanie w świecie szachowym przyniosła mu działalność pisarska, jego książki ukazywały się w językach m.in. rosyjskim, niemieckim, francuskim, angielskim, hiszpańskim i były wielokrotnie przedrukowywane.

## Publikacje
- Пути развития шахматной игры: Мысли и характеристики. (1910)
- Х.-Р. Капабланка: Опыт характеристики. (1911)
- Кодекс шахматной игры: Справочная книга шахматиста. (1913)
- Обращенный принц: Комедия в 3 д. (1919)
- Русский театр начала XX века. (1925)
- Теория середины игры в шахматах. (1925)
- Шахматы и их чемпионы. (1925)
- Капабланка и Алехин: Борьба за мировое первенство в шахматы (1927)
- Comment il ne faut pas jouer aux échecs (1930)
- Comment on devient brillant joueur d'échecs (1935)
- How to Play the Chess Openings (1935)
- The Middle Game in Chess (1938)
- Traps on the Chessboard or Dangers in the Openings (1938)
- How to Play Chess Endings (1940)
- How Not to Play Chess (1942)